# Jean Baptiste Gaï
Dom Jean Baptiste Gaï, né le 16 juillet 1898 à Sari-Solenzara et mort le 29 avril 1990 à Saint-Pierre-de-Curtille  est un moine et historien régionaliste français.

## Biographie
Né à Sari-di-Porto-Vecchio (Corse) le 16 juillet 1898, il est un combattant de la guerre 1914-1918, plusieurs fois blessé au combat.
En 1925 il entre à l'abbaye de Hautecombe, alors dépendante de l'ordre des Bénédictins. Ordonné prêtre en 1929, il écrit des articles sous le pseudonyme de Gaius, latinisation de son patronyme.
Surtout Dom JB Gaï est un prolifique écrivain sur des thèmes historiques ou touristiques centrés sur la Corse. Il meurt en 1990.

## Publications
Il est auteur d'au moins de 6 ouvrages, dont :
- La Tragique Histoire des Corses, 1946 (réédité en 1967)
- L'Âge d'or du christianisme en Provence, 1952
- Corse, île de Beauté, 1961
- Saint-Alexandre Sauli, 1969
- Le Saint-Siège et la Corse, 1986
- Savoie et Corse.